# Эфнофроны

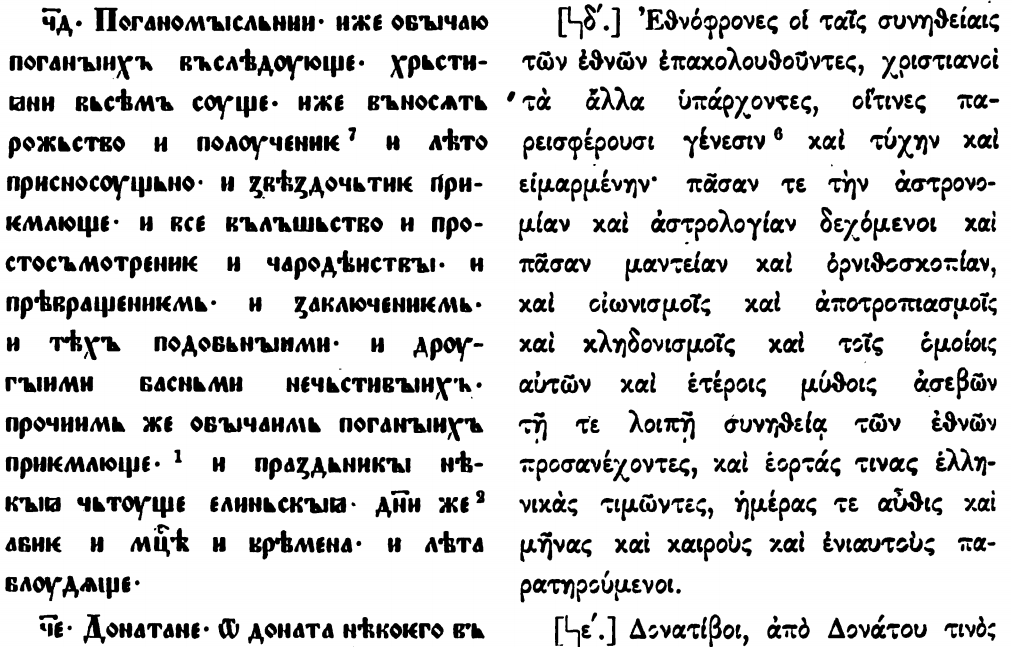
Поганомъιсльнии в книге Бенешевича В. Н. Древнеславянская кормчая XIV титулов без толкования. СПб, 1907.Т. 1.

Эфнофро́ны или этнофро́ны  (др.-греч. ἐθνόφρονες от др.-греч. ἐθνικῶς — «по-язычески, подобно язычникам» + др.-греч. φρόνημα — «образ мыслей, мышление»; лат. ethnophrones; ст.‑слав. поганомъιсльнии) — люди-еретики, имеющие христианские убеждения и одновременно следующие языческим обычаям: верующие в рождение, удачу и судьбу, принимающие астрологию, верующие в различные гадания и в ворожбу, приверженные ауспициям, предсказаниям, знамениям, заклинаниям, придерживающиеся и других языческих обычаев, почитающие и соблюдающие некоторые языческие праздники. 
Описание этой ереси и сам термин «эфнофроны» появляется в книге «О ста ересях вкратце», написанной Иоанном Дамаскиным. Никита Хониат (XIII век) в книге др.-греч. «Θησαυρὸς ὀρθοδοξίας» («Сокровище православия») повествует об эфнофронах.